# Збірна Бельгії з баскетболу
Збірна Бельгії з баскетболу — представляє Бельгію на міжнародних баскетбольних змаганнях і управляється Федерацією баскетболу Бельгії (член ФІБА з 1936 року). 15 разів кваліфікувалася на чемпіонат Європи з баскетболу, найкращий результат 4-е місце на Євробаскеті 1947 року. До Євробаскету-2011 в перебігу 20 років не могли пройти кваліфікацію. Тричі брала участь в олімпійських іграх, в 1936 році, 1948 році і 1952 році. Найкращий результатом стало 11-е місце на Олімпійських іграх 1948 року в Лондоні. Тренер збірної Едді Кастіїлс.